# 长兴岛站
长兴岛站位于中华人民共和国上海市崇明区长兴镇沪陕高速公路东侧、潘圆公路北侧、规划永卫路中，是上海轨道交通22号线建设中地铁车站。2021年12月，长兴岛站开工建设。

## 未来规划
根据长兴镇国土空间总体规划，未来将基于陈家镇站进行TOD开发，总面积约4.25平方公里，北至沙秀路，南至长涛路。